# Jug (Instrument)

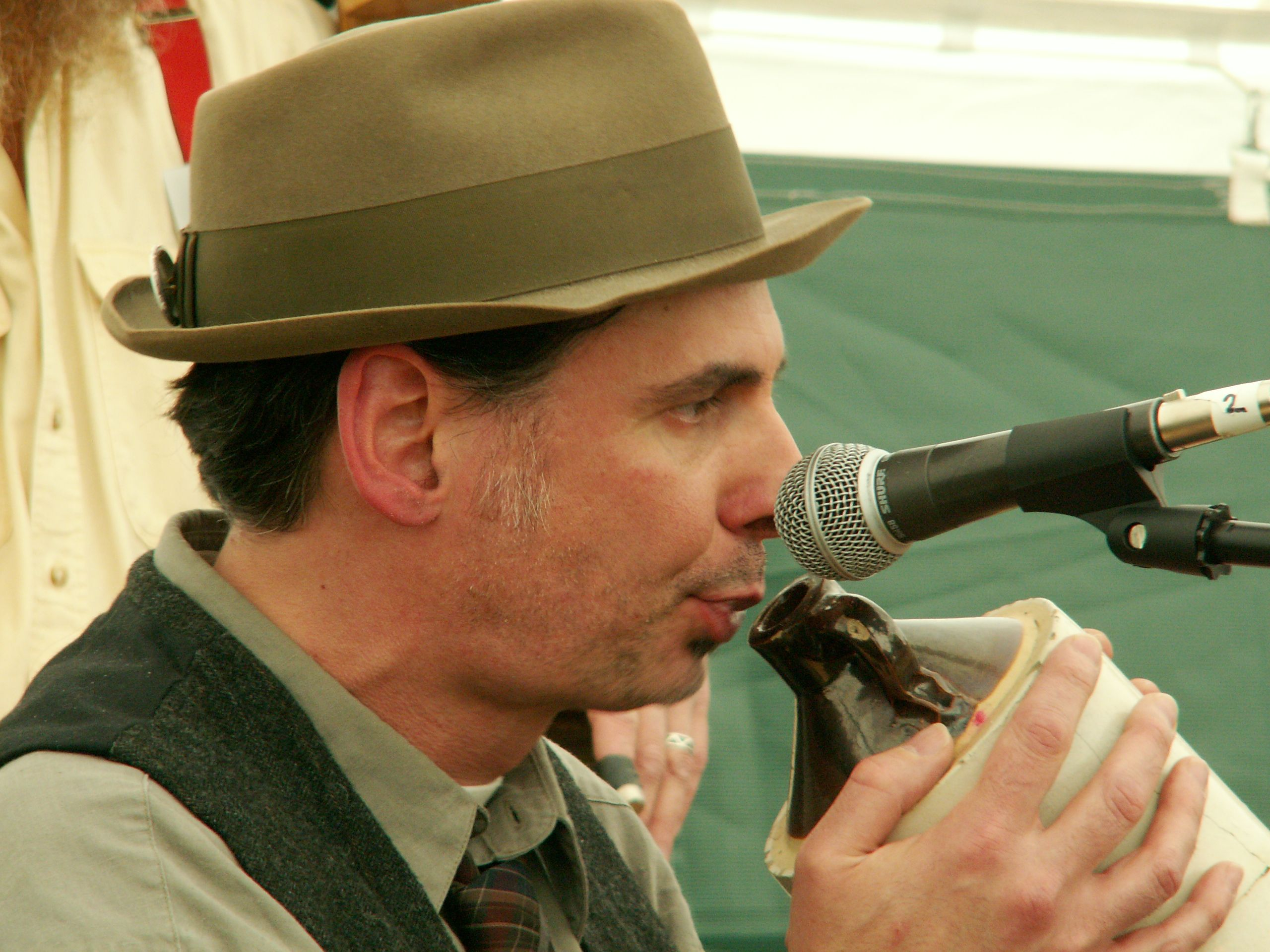
Jug-Spieler Mark Sherepita der Smokin' Fez Monkeys aus Cleveland

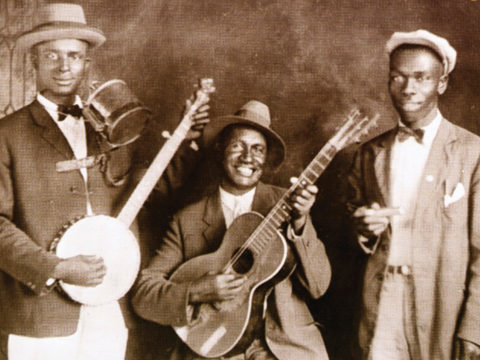
Bei Cannon’s Jug Stompers bediente der Banjospieler gleichzeitig den Jug

Ein Jug ist ein einfaches, aus einem Tonkrug gefertigtes Bass-Begleitinstrument. Er ist eines der frühen afroamerikanischen Musikinstrumente. 
Um einen Bassklang zu erzeugen, bläst man in den Krug stoßweise hinein, wobei die Lippen gespannt sind und vibrieren, ohne den Krug zu berühren. Eine andere Möglichkeit ist, mit einem Lappen in der einen Hand auf die Krugöffnung zu schlagen, während die andere Hand die Öffnung teilweise abdeckt, um die Tonhöhe zu regulieren.
Der Jug war besonders in der ersten Hälfte des 20. Jahrhunderts im Blues beliebt (Jug-Band, Jug-Musik).
Eine besondere Form des Jug, den electric jug, benutzte in den 1960er-Jahren Tommy Hall von der US-Psychedelic-Rock-Band The 13th Floor Elevators gleichsam als zweiten Bass. Seine Verwendung gab dem Sound der Elevators einen ganz besonderen vibrierenden und schwebenden Klang.